# Sivatherium-africano

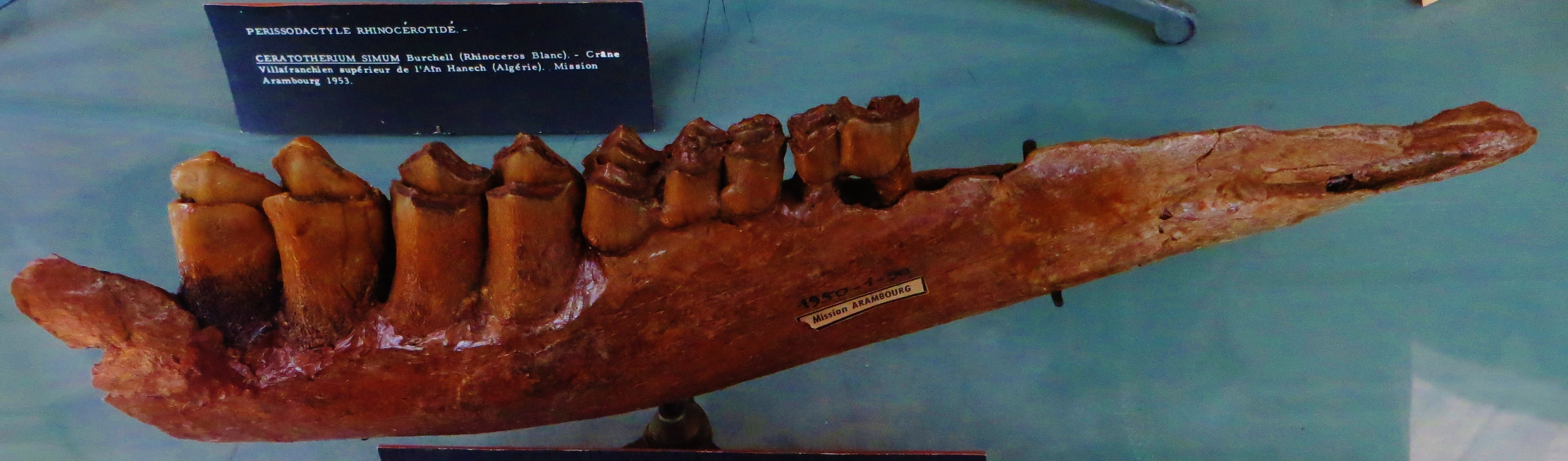
Restos de um Sivatherium maurusium.

O Sivatério-africano (Sivatherium maurusium) é uma espécie extinta de Sivatério.